# Zviahel
Zviahel (tiếng Ukraina: Звягель) là một thành phố của Ukraina. Thành phố này thuộc tỉnh Zhytomyr. Thành phố này có diện tích 2667 km², dân số theo điều tra dân số năm 2022 là 55 086 người.

## Khí hậu
| Dữ liệu khí hậu của Novohrad-Volynskyi   | Dữ liệu khí hậu của Novohrad-Volynskyi | Dữ liệu khí hậu của Novohrad-Volynskyi | Dữ liệu khí hậu của Novohrad-Volynskyi | Dữ liệu khí hậu của Novohrad-Volynskyi | Dữ liệu khí hậu của Novohrad-Volynskyi | Dữ liệu khí hậu của Novohrad-Volynskyi | Dữ liệu khí hậu của Novohrad-Volynskyi | Dữ liệu khí hậu của Novohrad-Volynskyi | Dữ liệu khí hậu của Novohrad-Volynskyi | Dữ liệu khí hậu của Novohrad-Volynskyi | Dữ liệu khí hậu của Novohrad-Volynskyi | Dữ liệu khí hậu của Novohrad-Volynskyi | Dữ liệu khí hậu của Novohrad-Volynskyi |
| Tháng                                    | 1                                      | 2                                      | 3                                      | 4                                      | 5                                      | 6                                      | 7                                      | 8                                      | 9                                      | 10                                     | 11                                     | 12                                     | Năm                                    |
| ---------------------------------------- | -------------------------------------- | -------------------------------------- | -------------------------------------- | -------------------------------------- | -------------------------------------- | -------------------------------------- | -------------------------------------- | -------------------------------------- | -------------------------------------- | -------------------------------------- | -------------------------------------- | -------------------------------------- | -------------------------------------- |
| Trung bình ngày tối đa °C (°F)           | −1.0 (30.2)                            | 0.3 (32.5)                             | 5.5 (41.9)                             | 14.0 (57.2)                            | 20.5 (68.9)                            | 23.0 (73.4)                            | 24.8 (76.6)                            | 24.3 (75.7)                            | 18.7 (65.7)                            | 12.5 (54.5)                            | 4.8 (40.6)                             | 0.1 (32.2)                             | 12.3 (54.1)                            |
| Trung bình ngày °C (°F)                  | −3.3 (26.1)                            | −2.8 (27.0)                            | 1.5 (34.7)                             | 8.6 (47.5)                             | 14.6 (58.3)                            | 17.3 (63.1)                            | 19.1 (66.4)                            | 18.2 (64.8)                            | 13.2 (55.8)                            | 7.8 (46.0)                             | 2.0 (35.6)                             | −2.2 (28.0)                            | 7.8 (46.0)                             |
| Tối thiểu trung bình ngày °C (°F)        | −5.9 (21.4)                            | −5.6 (21.9)                            | −1.8 (28.8)                            | 4.0 (39.2)                             | 9.1 (48.4)                             | 12.2 (54.0)                            | 14.1 (57.4)                            | 13.1 (55.6)                            | 8.9 (48.0)                             | 4.2 (39.6)                             | −0.3 (31.5)                            | −4.4 (24.1)                            | 4.0 (39.2)                             |
| Lượng Giáng thủy trung bình mm (inches)  | 37.8 (1.49)                            | 37.1 (1.46)                            | 37.4 (1.47)                            | 41.9 (1.65)                            | 52.6 (2.07)                            | 86.9 (3.42)                            | 92.4 (3.64)                            | 63.5 (2.50)                            | 56.6 (2.23)                            | 40.8 (1.61)                            | 44.3 (1.74)                            | 43.3 (1.70)                            | 634.6 (24.98)                          |
| Số ngày giáng thủy trung bình (≥ 1.0 mm) | 9.2                                    | 9.4                                    | 9.1                                    | 8.2                                    | 8.5                                    | 10.6                                   | 10.4                                   | 8.2                                    | 8.8                                    | 7.7                                    | 8.6                                    | 10.0                                   | 108.7                                  |
| Độ ẩm tương đối trung bình (%)           | 83.6                                   | 81.7                                   | 77.2                                   | 68.3                                   | 67.9                                   | 72.8                                   | 74.1                                   | 74.1                                   | 78.4                                   | 79.9                                   | 84.4                                   | 85.4                                   | 77.3                                   |
| Nguồn: Tổ chức Khí tượng Thế giới        |                                        |                                        |                                        |                                        |                                        |                                        |                                        |                                        |                                        |                                        |                                        |                                        |                                        |

## Người nổi tiếng
- Lesya Ukrainka (1871–1913), nhà thơ và nhà văn
- Peter Krasnow (1886–1979), họa sĩ
- Elena Yakovleva (sinh năm 1961), diễn viên
- Baruch Korff (1914-1995), giáo sĩ, nhà hoạt động người Do Thái

## Thành phố kết nghĩa
Novohrad-Volynskyi kết nghĩa với:
- Bełchatów, Ba Lan
- Dolyna, Ukraina
- Halych, Ukraina
- Khashuri, Gruzia
- Łomża, Ba Lan
- Myrhorod, Ukraina
- Rahachow, Belarus
- Suomussalmi, Phần Lan